# Dracula (film fra 1958)
 For alternative betydninger, se Dracula. (Se også artikler, som begynder med Dracula)
Dracula var den første Dracula-film fra filmselskabet Hammer Horror. Filmen er løst baseret på Bram Stokers klassiske roman Dracula fra 1897.

## Handling
Jonathan Harker ankommer til Grev Draculas slot for at arbejde som bibliotekar. Det tager ikke lang tid, før han indser, at Dracula er en vampyr. Han kontakter derfor sin gode ven, Dr. Van Helsing. Da Van Helsing kommer for at redde Harker, er han allerede en vampyr, som Van Helsing er tvunget til at dræbe. Nu begynder jagten på Grev Dracula.

## Medvirkende
- Christopher Lee som Grev Dracula
- Peter Cushing som Doktor Van Helsing
- Carol Marsh som Lucy Holmwood
- John Van Eyssen som Jonathan Harker
- Melissa Stribling som Mina
- Michael Gough som Arthur Holmwood
- Charles Lloyd Pack som Doktor Seward